# Ромпиці
Ромпиці (пол. Rąpice, нім. Rampitz) — село в Польщі, у гміні Цибінка Слубицького повіту Любуського воєводства.
Населення — 532 особи (2011).
У 1975-1998 роках село належало до Зеленогурського воєводства.

## Демографія
Демографічна структура станом на 31 березня 2011 року:
|          | Загалом | Допрацездатний вік | Працездатний вік | Постпрацездатний вік |
| -------- | ------- | ------------------ | ---------------- | -------------------- |
| Чоловіки | 268     | 60                 | 187              | 21                   |
| Жінки    | 264     | 50                 | 164              | 50                   |
| Разом    | 532     | 110                | 351              | 71                   |